# جحيم

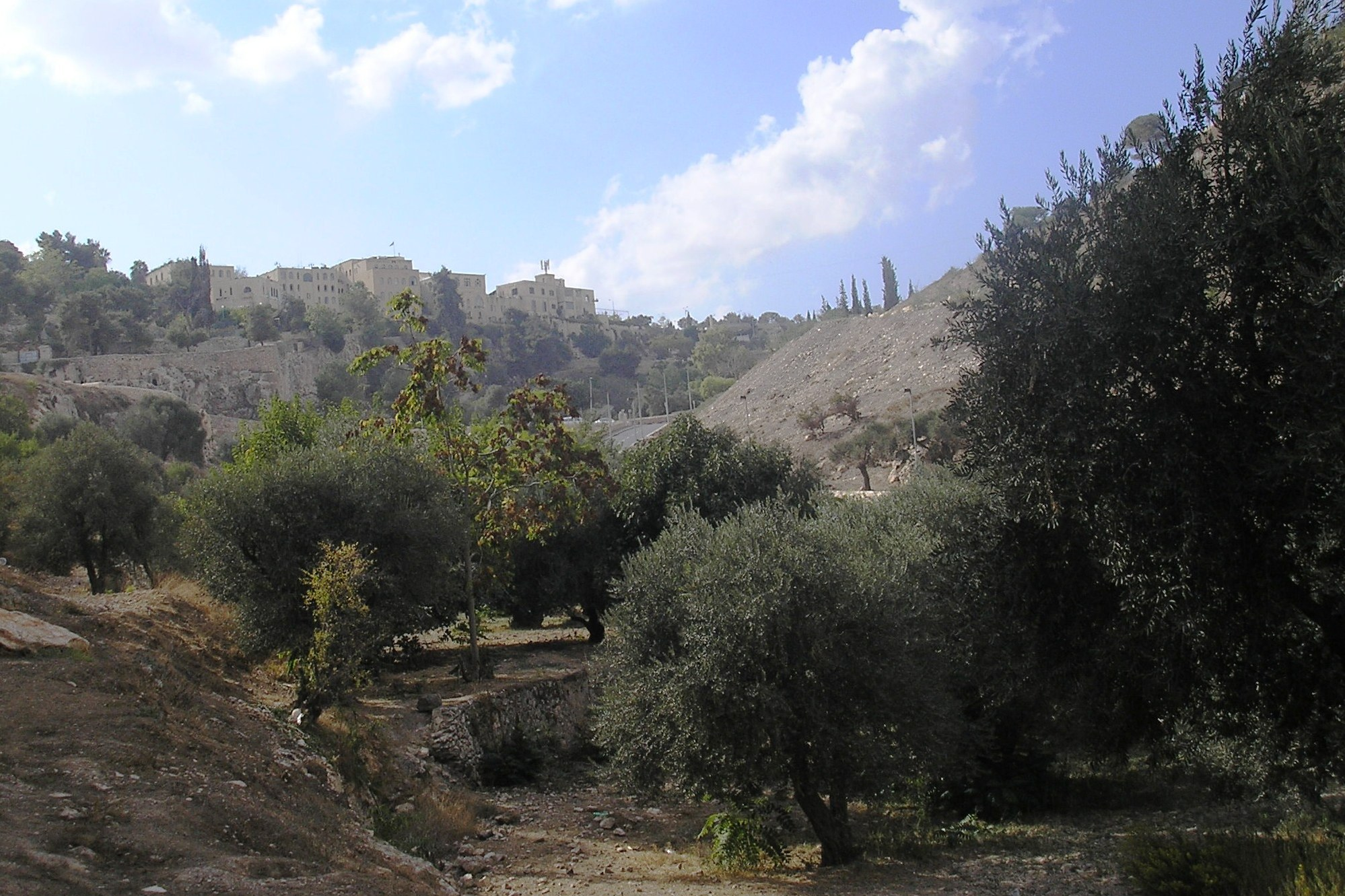
وادي جهنم (أي وادي هانوم) وهو واد خارج القدس

الجحيم أو النار هو مصطلح عام يرد في الكثير من المعتقدات والديانات لتصوير العقاب للأنفس الشريرة أو العاصية، وفي معظم الديانات تصور الجحيم بوصفها مكانـًا باردًا ومظلمـًا مثل: الهندوسية. بينما يشار للجحيم في الإسلام باسم جهنم بوصفها مكانـًا فيه الحرارة الشديدة (السعير) والبرودة الشديدة (الزمهرير)، ولقد وردت لفظة الجحيم في القرآن عدة مرات ومنها في قولهِ: (إن الأبرار لفي نعيم وإن الفجار لفي جحيم).

## في المسيحية
الجحيم كان مقر انتظار جميع البشر (أشرار وأبرار) بعد الموت، في انتظار المجيء الثاني والدينونة. وبعد موت السيد المسيح نزل إلى الجحيم، وردَّ آدم وبنيه الأبرار إلى الفردوس. وأصبح الجحيم لاحقًا وحتى اليوم ونهاية العالم مقر انتظار الموتى الأشرار فقط، أما مقر الأبرار بعد الموت فقد أصبح في الفردوس. وبعد الدينونة والحساب الأخير، ينتقل الأشرار إلى جهنم للعذاب الأبدي، والأبرار إلى الملكوت مع الله.

### أصل الكلمة طبقا للمسيحية
كلمة الجحيم يُقصَد بها معنيان الأول :- الهاوية، وكان مقر جميع الموتى، وهي ترجمة للكلمة العبرية شئول والكلمة اليونانية هاديس ᾍδης وقد فهم العبرانيون هذه الكلمة تارة كأنها قبر أو موت. وقد صورّ كتّاب الأسفار الجحيم كأنه مكان تحت الأرض (عد 16: 20 - 33 وحز 31: 14 - 17 وعا 9: 2) وله أبواب (اش 38: 10) وهو مكان مظلم مخيف يشعر سكانه وكأنهم في وجود بليد جامد (2 صم 22: 6 ومز 6: 5) تذهب إليه نفوس الجميع (تك 37: 35)، ولا يمكن العودة منهُ إلى الأرض (1 صم 28: 8 - 19 وتث 11: 6)، إلا بأمر الله نفسه وبهدف محدد كما ظهر موسى وإيليا على جبل التجلي مع المسيح، وهو مكان عريان أمام إله الديانة اليهودية (أي 26: 66).
ويقول المرنم داود النبي ان الله هناك (مز 139: 8) وان أرواح شعبه وحالتهم في ذلك المكان كانت تحت عينيه الساهرة. وهذا التعليم عن معرفة الله لشعبه بعد الموت وحضوره معهم ومحبته الدائمة لهم اشتمل على الغبطة للأبرار والويل للأشرار بعد الموت. وأصبح لهم مقران: الأبرار يكونون مع الرب، والأشرار يبعدون عن وجهه. وهذا التعليم أيضًا يتصل بتعليم قيامة الجسد والحياة الأبدية والمجد العتيد. وهذه كلها يذكرها العهد القديم كما في (أيوب 19: 25-27 ومز 16: 8-11 ... إلخ. ودا 12: 2 و3). ويوجد أساس أيضًا لهذه التعاليم في انتقال أخنوخ واختطاف إيليا أما المسيح فقد أوضح كل الغموض حول هذه التعاليم لأنه أنار الخلود (2 تي 1: 10 ويو 14: 1 - 3 وفيلبي 1: 23).
ويوجد معنى ثان مأخوذ من اللفظ اليوناني جيئنه (متى 5: 22 و29 و30 ومرقس 9: 47 ولوقا 12: 5 ويعقوب 3: 6) وهذا بدوره مأخوذ من الكلمة العبرية جيهنوم أو وادي هنوم حيث كان يحرق الأطفال لمولك. ومن هذا العمل كان يشار إليه كرمز للخطية والويل حتى صار الاسم إشارة إلى مكان القصاص الأبدي (متى 18: 8 و9 ومرقس 9: 43) وأشار إليه بطرس في رسالته الثانية (2 بط 2: 4) بالطرح في جهنم. كما أن للكلمة جهنم اسمًا آخر عند الرومان والإغريق وهو كلمة ترتاروس مقر الويل وهو أسفل الهاوية.